# Chondrodactylus turneri
Espèce
Synonymes
- Homodactylus turneri Gray, 1864

Chondrodactylus turneri est une espèce de geckos de la famille des Gekkonidae.

## Répartition
Cette espèce se rencontre en Afrique du Sud, en Namibie, en Angola, au Botswana, au Zimbabwe, au Mozambique, en Zambie, au Malawi, en Tanzanie, au Rwanda et au Kenya. 
Sa présence au Swaziland est incertaine.

## Description
C'est un gecko nocturne assez peureux et relativement discret. Leur couleur plutôt ternes (brun, gris) leur assure un camouflage parfait sur les arbres et les rochers.
Ils sont munis de lamelles adhésives, les setæ, qui leur permettent de se déplacer sur toutes les surfaces que ce soit à la verticale ou même à l'envers. Ceci facilite la chasse des insectes arboricoles et aériens, car il est strictement insectivore.
Les mâles adultes ont une queue assez épaisse à la base contrairement aux femelles. Ils sont généralement plus trapus et épais.

## Galerie

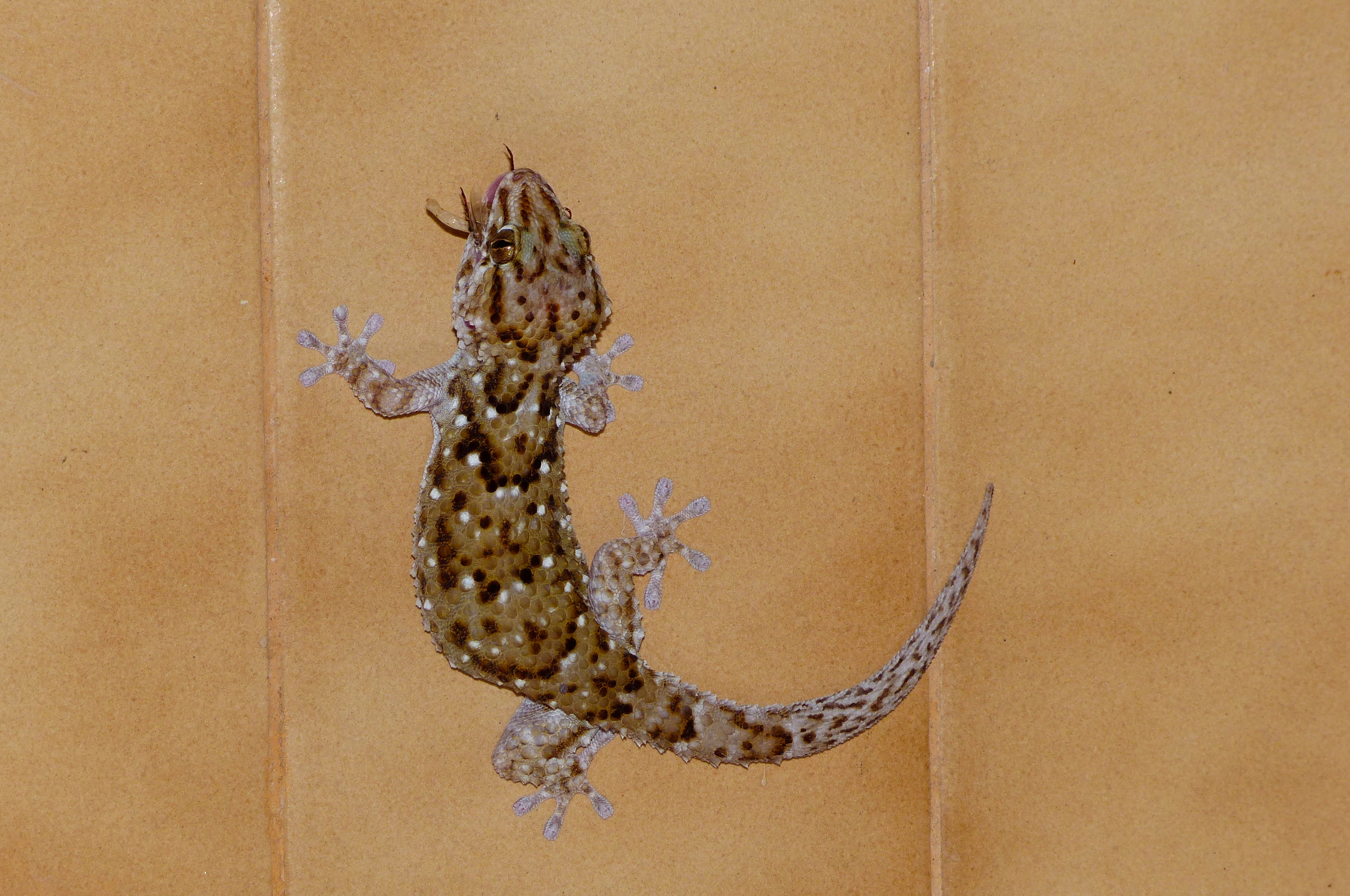
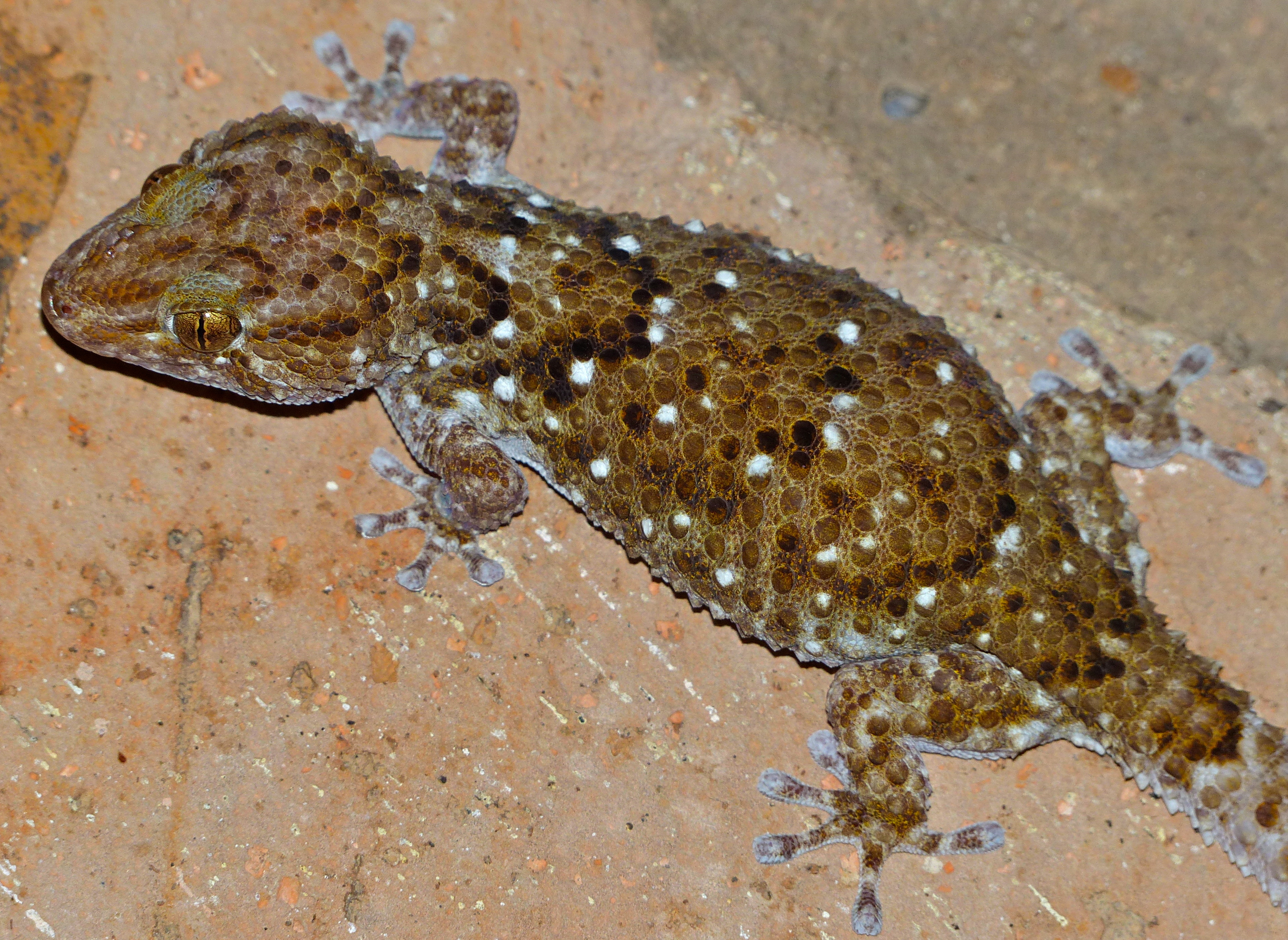
Chondrodactylus turneri (Parc national Kruger, Afrique du Sud)
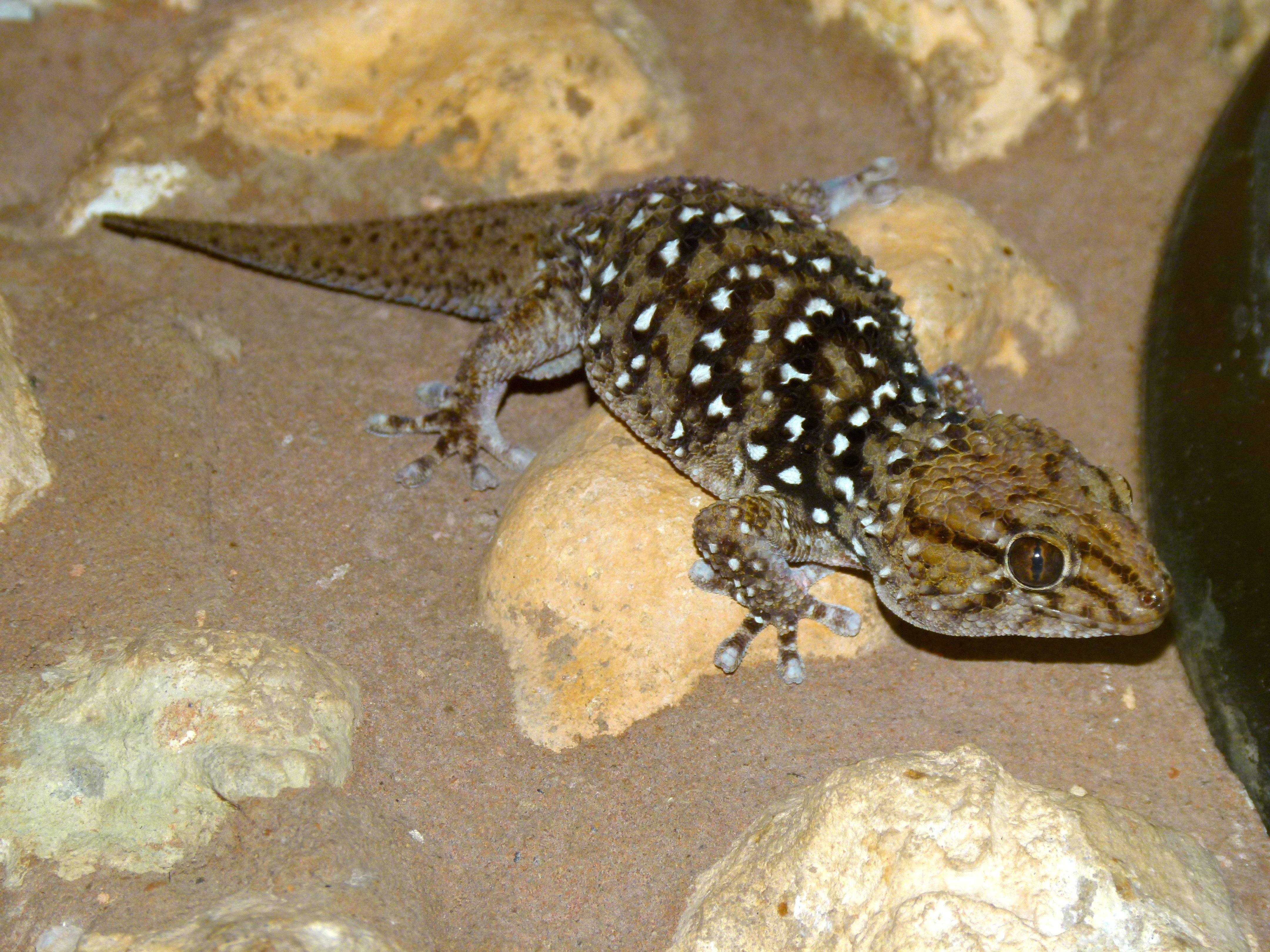
Chondrodactylus turneri (Parc transfrontalier de Kgalagadi, Afrique du Sud)

## Reproduction

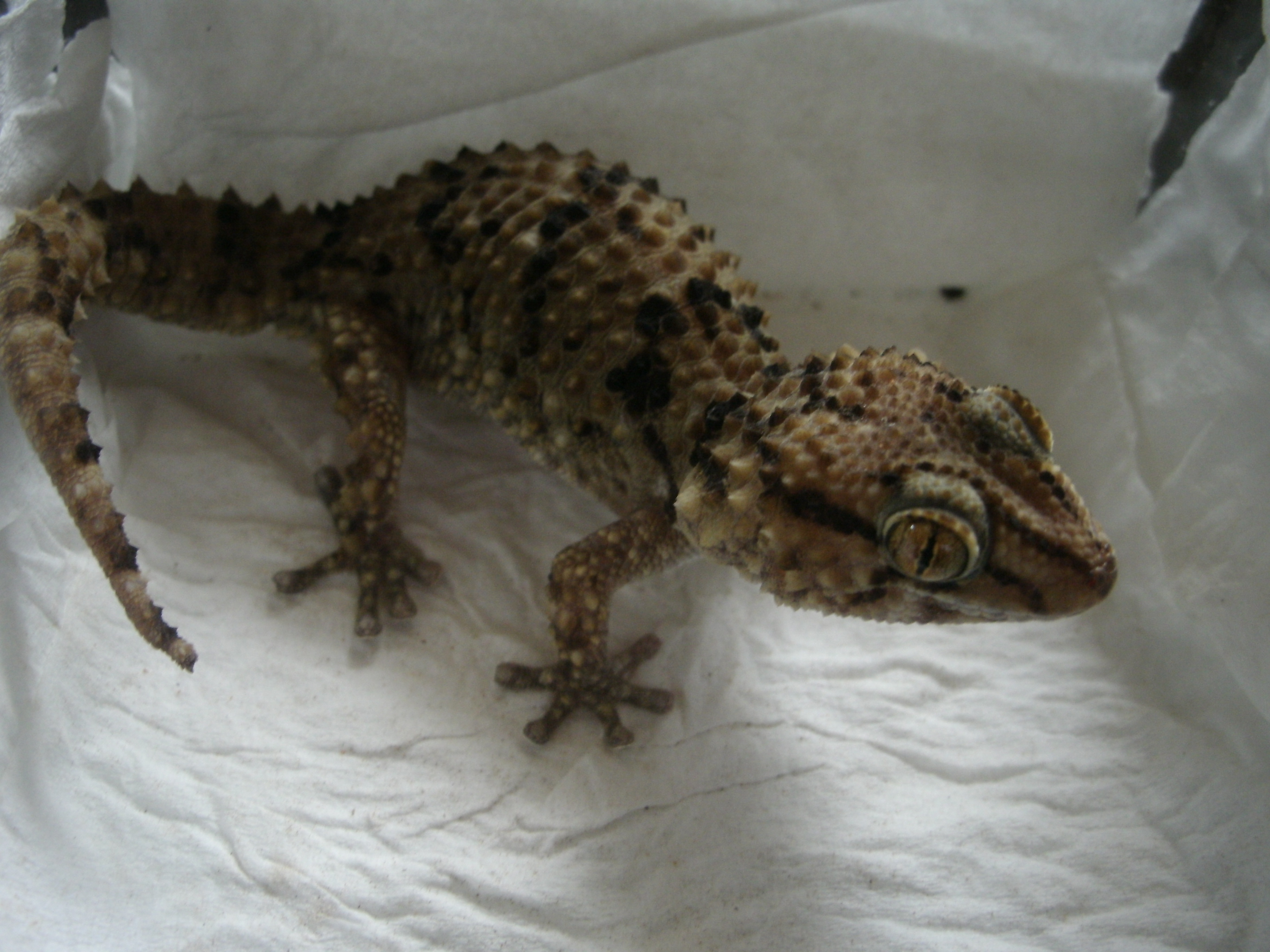
Chondrodactylus turneri femelle gravide

De mars à mai, les femelles peuvent pondre jusqu'à deux œufs mous et fragiles, d'un demi-centimètre de diamètre, deux fois par an. Ils sont assez bien cachés, rarement enterrés, souvent sur des écorces, des creux d'arbres ou dans des failles de murs. Les parents ne les défendent pas.

## Étymologie
Cette espèce est nommée en l'honneur de James Aspinall Turner (1797-1867).

## Publication originale
- Gray, 1864 : Notes on some new lizards from south-eastern Africa, with the descriptions of several new species. The Annals and magazine of natural history, ser. 3, vol. 14, p. 380-384 (texte intégral).